# 浮世絵師
浮世絵師（うきよえし）とは、浮世絵を描く絵師のこと。画工とも。

## 概要
浮世絵師の祖は菱川師宣とされる。師宣は肉筆浮世絵のみならず、版本挿絵も手掛け、後に挿絵を一枚絵として独立させた。浮世絵版画は当初墨一色の表現（墨摺絵）だったが、その後、筆で丹を彩色する丹絵、丹の代わりに紅で彩色する紅絵、数色の色版を用いた紅摺絵、多くの色版を用いる錦絵、と発展した。
浮世絵師は江戸時代寛文期（1661年 - 1673年）に登場し、その終焉は明治時代で、日清日露戦争（1904年-明治37年から翌年にかけて）の後といわれる。
画題としては、役者絵、美人画、武者絵、名所絵、春画などがあり、幅広い画題に秀でた浮世絵師や、特定の分野が得意な浮世絵師がいた。

## 浮世絵版画における浮世絵師の役割
浮世絵版画では、一般に作品は浮世絵師の名前だけが知られるが、作成においては、版元、浮世絵師、彫師、摺師の協同・分業によっていた。浮世絵師の役割としては、
- 版元からの作画依頼を受ける
- 墨の線書きによる版下絵の作成
- 版下絵から作成した複数枚の主版の墨摺（校合摺）に色指し（色指定）する
- 摺師による試し摺の確認を版元と共に行う

があげられる。

## 浮世絵師の系譜
主な浮世絵師の系譜としては、以下のような系列がある。
- 菱川派（菱川師宣）
- 鳥居派（鳥居清信）
- 宮川派（宮川長春）
  - 勝川派（勝川春章）
    - 葛飾派（葛飾北斎）
- 北尾派（北尾重政）
- 鳥文斎派（鳥文斎栄之）
- 歌川派（歌川豊春）
  - 国貞系（歌川国貞）
  - 国芳系（歌川国芳）

ある一門に弟子入りした者は、絵手本を利用して絵の描き方を学習する。多くの浮世絵師は、読本挿絵を担当することで絵師としての実力をその師から認められ、絵手本に登場する絵が、錦絵の作品中へと転用されていることもある。